# Tibiosioma
Tibiosioma is een kevergeslacht uit de familie van de boktorren (Cerambycidae). De wetenschappelijke naam van het geslacht werd voor het eerst geldig gepubliceerd in 1990 door Martins & Galileo.

## Soorten
Tibiosioma omvat de volgende soorten:
- Tibiosioma flavolineata Giorgi, 2001
- Tibiosioma maculosa Martins & Galileo, 2007
- Tibiosioma martinsi Nearns & Swift, 2011
- Tibiosioma remipes Martins & Galileo, 1990